# Pičke
Pička je tudi vulgarni izraz za vagino.
Pičke (izvirni angleški naslov Peaches) je sodobna drama angleškega dramatika Nicka Grossa iz leta 1994. Uvrščamo ga v t. i. gledališče u fris.
V Sloveniji je bila premierno odigrana leta 2005 v sodelovanje Akademije za gledališče, radio, film in televizijo in Škuc gledališča.
Drama govori o problemih odkrite komunikacije med sodobnimi mladimi ljudmi, ki si imajo veliko povedati, a hkrati delujejo neiskreno.